# (2067) Aksnes
(2067) Aksnes ist ein Asteroid des Hauptgürtels, der am 23. Februar 1936 von dem finnischen Astronomen Yrjö Väisälä in Turku entdeckt wurde.
Der Asteroid wurde nach dem finnischen Astronomen Kaare Aksnes benannt.
Aus Untersuchungen von Lichtkurven wurde eine wahrscheinliche Rotationsperiode von 17,75 Stunden abgeleitet, das Ergebnis war jedoch nicht ganz eindeutig. Alternativ könnte die Rotationsperiode auch 8,86 Stunden betragen.